# William L. Snyder
William Lawrence Snyder (14 de fevereiro de 1918 – 3 de junho de 1998) foi um produtor cinematográfico estado-unidense. Ele ganhou um Óscar por Melhor curta-metragem de animação em 1960 pela animação Munro, uma história sobre um menino de quatro anos de idade recrutado pelo Exército. William Snyder criou a companhia Rembrandt Films, onde o animador Gene Deitch dirigiu dois de seus filmes e cartoons originários de estúdios americanos tais como MGM (Tom & Jerry) e King Features (Popeye).
Quatro dos curtas cartoons da Rembrandt foram nomeados para o Oscar de melhor curta de animação entre 1960 e 1964. Um curta, de nome curto Munro, ganhou o Óscar em 1960. William Snyder morreu de mal de Alzheimer em 1998. Rembrandt Films é hoje administrada por seu filho, Adam Snyder.